# União das Freguesias de Paradela, Contim e Fiães
Die União das Freguesias de Paradela, Contim e Fiães ist eine portugiesische Gemeinde (Freguesia) im Kreis (Concelho) Montalegre im Norden Portugals.

## Geschichte
Die Gemeinde entstand im Zuge der Gebietsreform vom 29. September 2013 durch die Zusammenlegung der ehemaligen Gemeinden Paradela, Contim und Fiães do Rio.
Paradela wurde Sitz der neuen Verwaltung.

## Demographie
| Freguesia | Freguesia                | Freguesia | Freguesia       | ehemalige Freguesias | ehemalige Freguesias | ehemalige Freguesias | ehemalige Freguesias |
| --------- | ------------------------ | --------- | --------------- | -------------------- | -------------------- | -------------------- | -------------------- |
| Wappen    | Freguesia                | Einwohner | Fläche in (km²) | Wappen               | Freguesia            | Einwohner            | Fläche in (km²)      |
|           | Paradela, Contim e Fiães | 245       | 30,86           |                      | Paradela             | 145                  | 12,74                |
|           | Paradela, Contim e Fiães | 245       | 30,86           | Contim               | 87                   | 12,09                |                      |
|           | Paradela, Contim e Fiães | 245       | 30,86           | Fiães do Rio         | 76                   | 6,03                 |                      |